# Даксфорд

Даксфорд (англ. Duxford) — село в англійському графстві Кембриджшир у Східній Англії, приблизно за 15 км на південний схід від Кембриджа та за 68 км на північ від Лондона. Село лежить на березі річки Кем, трохи нижче її виходу з пагорбів північного Ессексу. У селі є англіканська церква святого Івана, яка у 1967 році занесена до списку національної спадщини Англії. У 2001 році в місті проживало 1836 жителів.

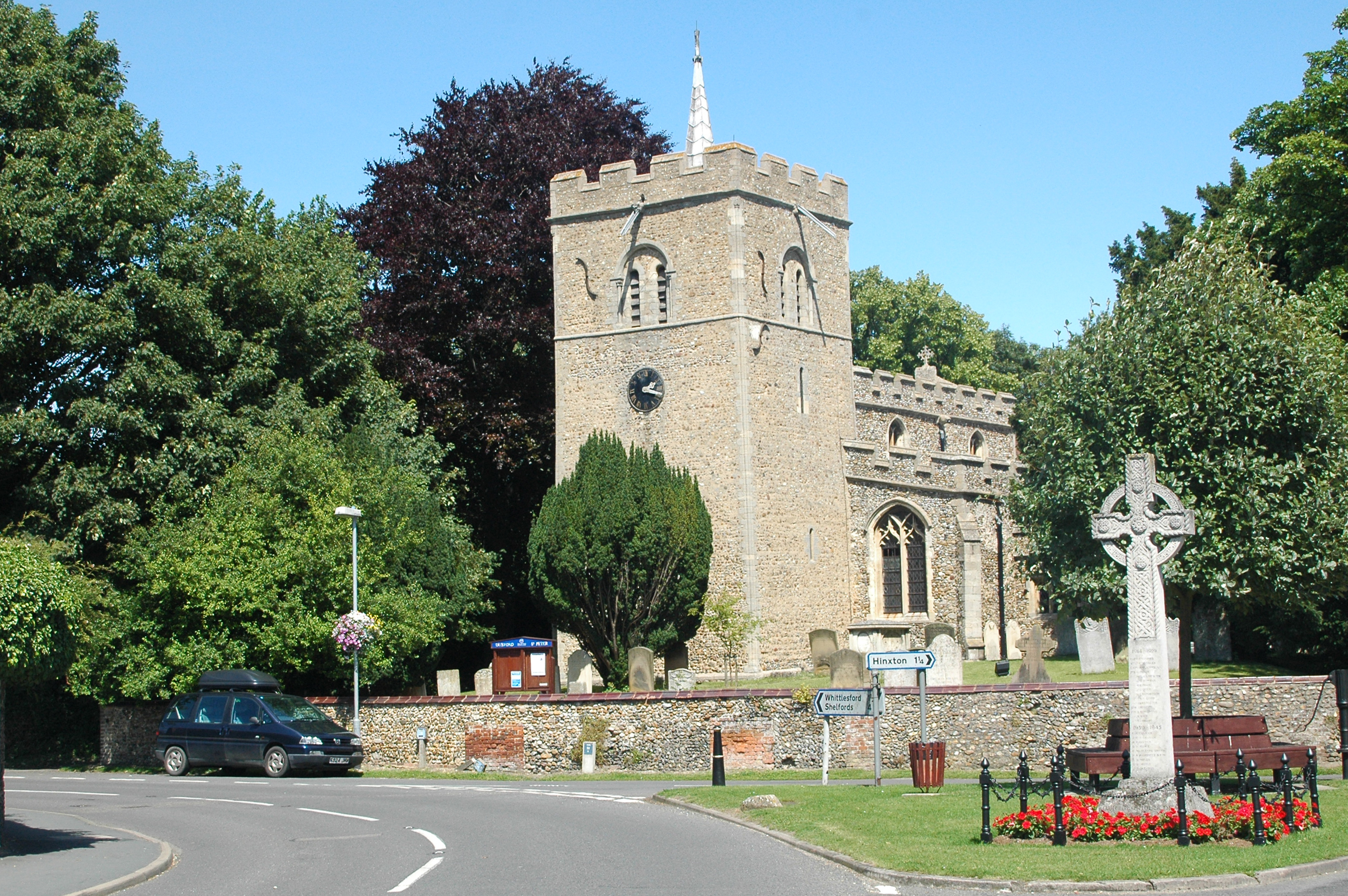
Церква святого Петра. 2008

У селі є дві середньовічні парафіяльні церкви — святого Івана та святого Петра. У 1874 році ці дві парафії були об'єднані й після цього богослужіння відбувалися у церкві Святого Петра. Церква святого Івана була оголошена зайвою (хоча все ще освячена), і зараз вона перебуває під опікою Фонду охорони церков, подвір'я церкви очищено від надгробків та утримується парафіяльною радою Даксфорда.

## Імперський військовий музей Даксфорда

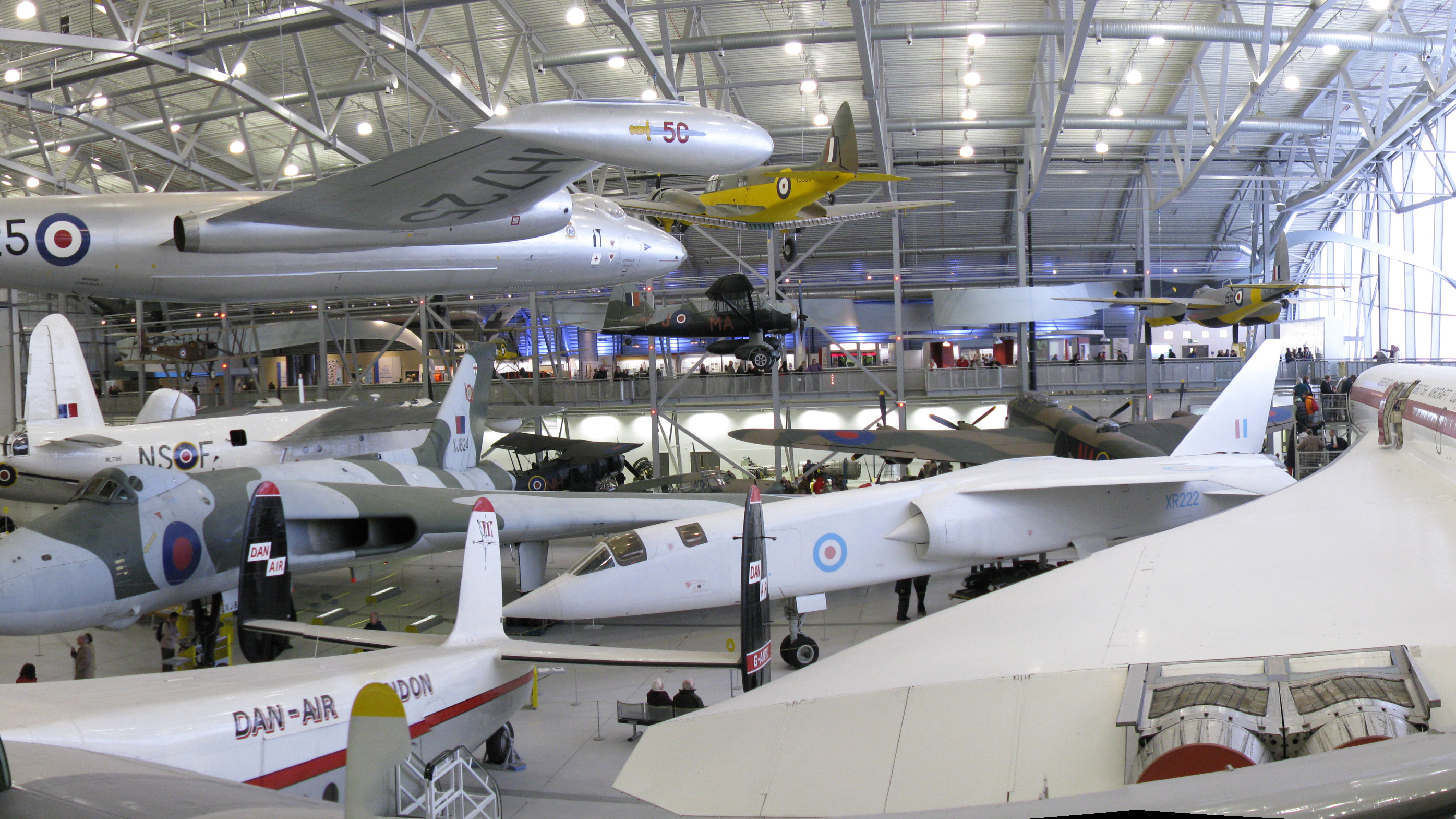
Виставковий зал Даксфордського музею імперських воєн

Під час Другої світової війни Даксфорд був однією з основних військово-повітряних баз Великої Британії. Аеродром Даксфорда був домом для літаків «Великого крила» Дугласа Бадера Douglas Bader. 
У 1972 році Міністерство оборони Великої Британії почало розміщувати історично важливі літаки в ангарах, які в 1977 році стали військовим музеєм Даксфорда. Зараз тут знаходиться знаменитий Даксфордський музей імперських воєн.
Цей музей має велику колекцію літаків і танків, а також колекцію історичних цивільних авіалайнерів Авіаційного товариства Даксфорда. Серед експонатів літак Конкорд № 101, космічний корабель Гермес.

## Посилання

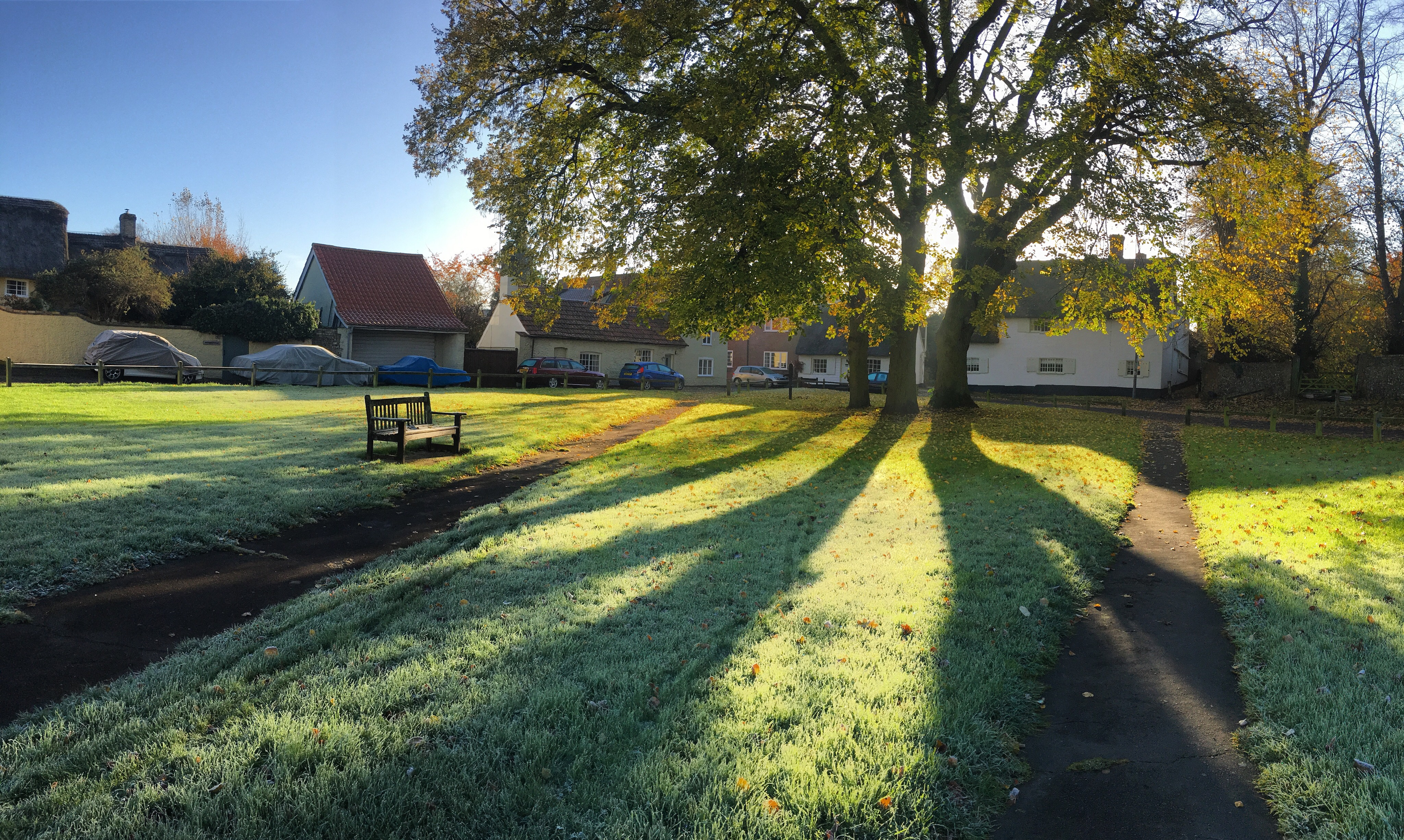
Даксфорд

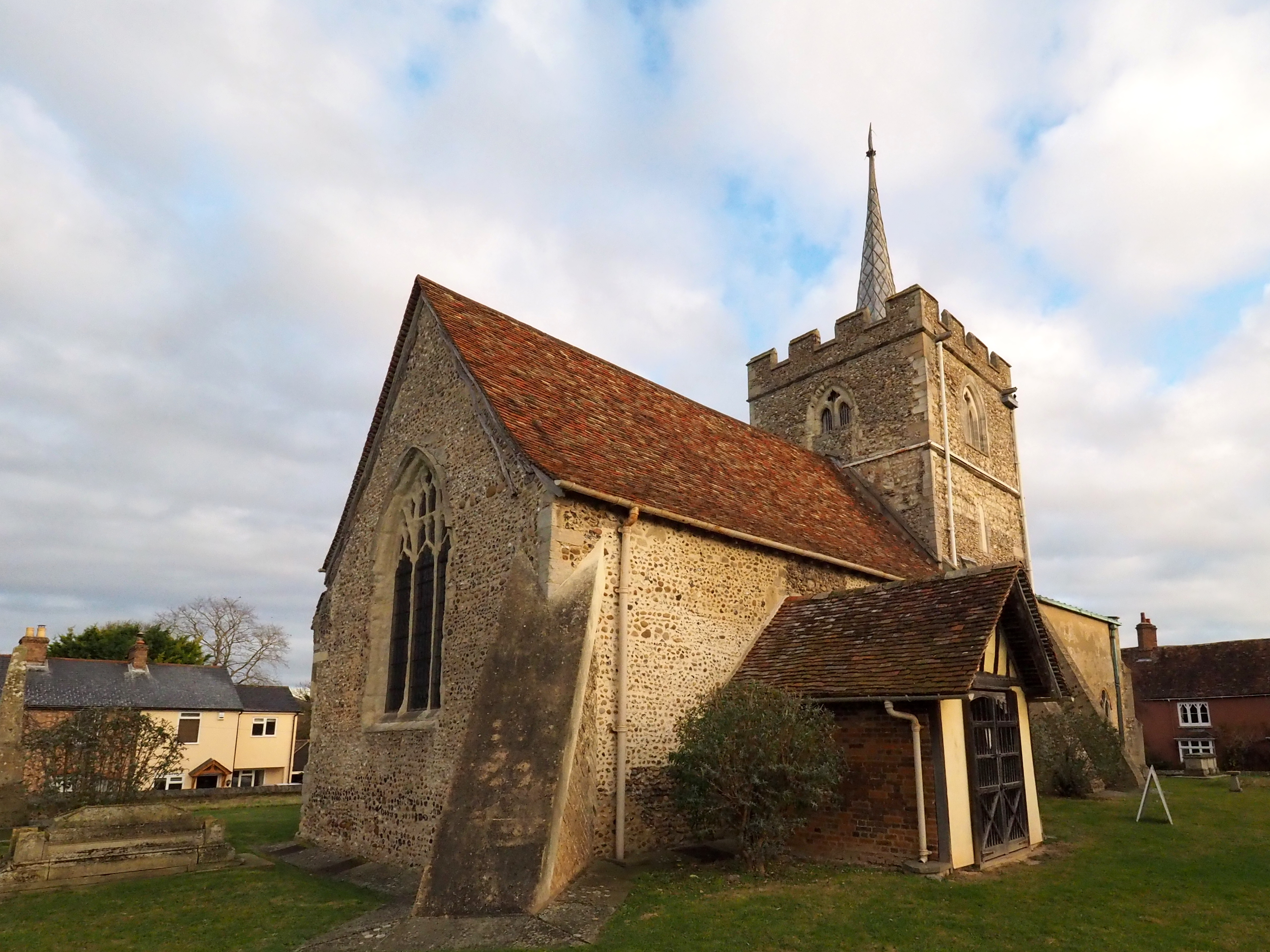
Церква святого Івана. 2017